# Bantè
Bantè – miasto w Beninie, w departamencie Collines. Położone jest około 220 km na północny zachód od stolicy kraju, Porto-Novo. W spisie ludności z 11 maja 2013 roku liczyło 17 682 mieszkańców.